# Canindeyú
Canindeyú é um departamento do Paraguai. Sua capital é a cidade de Salto del Guairá.

## História
O Departamento de Canindeyú foi criado no ano de 1973. Faz fronteira com os departamentos San Pedro del Ycuamandyyú, Caaguazúy Alto Paraná e com estados Brasileiros Mato grosso do sul e Paraná. Seu principal acesso do Brasil feito pelo Paraguay é por Salto del Guaira, fronteira seca entre o Brasil e o Paraguay, levando em consideração a cordilheira do Amambay.Pertenceu aos Estado Real del Guaira na qual incluia municipios Brasileiros da região oeste do Paraná e do sul do Mato Grosso do Sul. Anteriormente em Salto del Guaira existia as sete quedas, extintas visualmente depois da inundação do lago de Itaipu, onde deu fim ao litigio territorial entre Brasil e Paraguay. Durante o século XVIII e os primeiros anos da independencia do Paraguay, a bacia de Jejuí foi uma das regiões de maior produção de erva mate. Essa industria declinou durante o regime do Dr. Francia, recuperando-se durante o governo dos López.
Depois da Guerra da Tríplice Aliança, as terras foram vendidas à Indústria Paraguaya S.A. em remates efetuados nos anos de 1883 e 1885. Esta empresa, que para o ano 1890 possuia mais de um milhão de hectares de bosques, se dedicou inicialmente a exploração da erva-mate, sendo a bacia de Jejuí uma das áreas de produção, sem embargo, seu poder começou a diminuir depois da Guerra do Chaco. Os proprietários começaram a lotear e vender suas posses territoriais.
O Povoamento foi tardio pelas permanente incursões dos bandeirantes portugueses que afetaram as possibilidades do Desenvolvimento Populacional e pelo tanto regional.
Em 1715 se levantou a vila de San Isidro de Curuguaty, e progressivamente se instalaram fortes e distintas zonas, Existiam tambem perigos de ataques dos índios guaicurús.
Ao final do século a Região do Leste em geral se entregou a empresas privadas permitindo os latifundios madereiros e plantadores de erva mate que exploraram extensa e intensamente os bosques a tal ponto de reduzir à metade.
Salto Del Guaira, capital do departamento e cidade mais poblada   , tem como fonte de renda principal o turismo de compras e o restante do departamento no agronegócio. Com a crise no Brasil a cidade deixou de ser um polo de zona comercial e agora quer ser reconhecida por praias artificiais atraindo os turistas Paraguayos e Brasileiros para lugar onde fica praticamente no meio do continente.
A divisa dos departamentos pelos Paraguayos é incerta, sabe-se que se esta em outro ao chegar em um municipio que pertence a outro departamento. A principal fronteira Interdepartamental do Paraguay é ente Alto Paraná e Canindeyú pela rodovia que liga Salto Del Guaira com Ciudad del Este, pelo rio Tereré ao sul do departamento de Canindeyú.

## Localização
O Departamento de Canindeyú está situado no noroeste da Região Oriental

## Distritos
O Departamento de Canindeyú possui 13 Distritos
- Corpus Christi
- General Francisco Caballero Álvarez
- Itanará
- Katueté
- La Paloma
- Nueva Esperanza
- Puerto Adela
- Salto del Guairá
- Curuguaty
- Villa Ygatimí
- Ypejhú
- Yasy Cañy
- Yby Pytá